# Châtres-la-Forêt
Châtres-la-Forêt foi uma comuna francesa na região administrativa da Pays de la Loire, no departamento de Mayenne. Estendia-se por uma área de 13,6 km². Em 2010 a comuna tinha 798 habitantes (densidade: 58,7 hab./km²).
Em 1 de janeiro de 2019, passou a formar parte da nova comuna de Évron.